# Seleção Belizenha de Voleibol Feminino
A seleção belizenha de voleibol feminino é uma equipe caribenha composta pelos melhores jogadores de voleibol de Belize. A equipe é mantida pela Associação de Voleibol de Belize. Encontra-se na 90ª posição do ranking mundial da Federação Internacional de Voleibol segundo dados de 12 de setembro de 2023.
Nunca participou de uma edição de Jogos Olímpicos ou Campeonato Mundial ou Campeonato da NORCECA, tem participado da Copa Centro-Americana desde 1995, sendo vice-campeã da edição de 2018;  também disputa o Jogos Centro-Americanos e do Caribe a partir da edição de 1990.